# Lantmäteriförrättning
En lantmäteriförrättning är en åtgärd i syfte att skapa eller ändra en fastighets utbredning. Även ledningsrätter, servitut, samfälligheter och gemensamhetsanläggningar kan skapas och förändras genom lantmäteriförrättningar, liksom att legalisering av sämjedelningar, äganderättsutredningar och fastighetsbestämning kan ske. Genom lantmäteriförrättning ändras uppgifter i fastighetsregistrets allmänna del.
För en förrättning finns en mängd bestämmelser i lagar (särskilt fastighetsbildningslagen) och förordningar både om en åtgärd är tillåten, till exempel om en tomt får styckas av, och hur förrättningen går till inklusive hur resultatet av åtgärden ska dokumenteras.

## Historia
Lantmäteriförrättning är en sedan år 1683 av lantmätare utfört tjänsteåliggande på grund av förordnande eller uppdrag. Åren 1883–1895 kunde undantagsvis också en agronom, ingenjör eller annan sakkunnig person skifta enskild jord.

## Handläggning
En lantmäteriförrättning handläggs av en förrättningslantmätare, och eventuellt två gode män (lekmän som utses av kommunen). Förrättningslantmätaren har en särställning som statlig tjänsteman i och med att denne enligt 4 kap. 1§ fastighetsbildningslagen personifierar myndigheten. Förrättningslantmätaren är därmed helt självständig i sitt beslutsfattande, och har närmast en roll som kan jämföras med en domares. Till skillnad från domaren har dock förrättninglantmätaren ett utredningsansvar, vilket innebär att det ligger på denne att ta fram underlaget för det beslut som ska fattas. Förrättningslantmätaren företräder själv inget intresse, varken enskilt eller allmänt, utan har att väga samman de olika intressen som kan finnas i ett visst ärende och kan till exempel komma att besluta om en åtgärd som det allmänna motsätter sig, därför att de enskilda intressena är så starka.

## Arkivering och registrering
Förrättningslantmätarens beslut dokumenteras i en förrättningsakt som lagras i Lantmäteriets digitala arkiv Arken. Äldre förrättningsakter är tillgängliga för allmänheten via en webbtjänst hos Lantmätariet.
Det är viktigt att förändringen av fastighetsindelningen förs in i olika register och databaser på ett korrekt sätt så att dessa ger en så riktig bild av hur fastighetsindelningen ser ut som möjligt. Fastighetsregistret visar bland annat vem som äger vad och hur marken är indelad i fastigheter. Det är dock viktigt att förstå att fastighetsregistret inte ger en av staten garanterad (om än i huvudsak) fullständig och korrekt bild av fastigheternas omfång, tillgång till eller belastning av rättigheter med mera. För att få helt säker information om detta måste historiska förrättningsdokument studeras.